# フジ矢
フジ矢株式会社（ふじや、FUJIYA Co.,Ltd. ）は、大阪府東大阪市に本社を置く、FUJIYAブランドのペンチ・ニッパーを主力とした工具を製造販売する企業。
1923年創業の老舗工具メーカーであるが、3代目社長のビジョンにより商品もブランドイメージも近代化した。

## 概要
創業者の道本佐一郎（みちもと・さいちろう）は和歌山県北部の村に生まれ。1916年（大正5年）、15歳の時に見習工として大阪の鶴橋にあったペンチメーカーの池田鉄工所に入社した。この頃のペンチの素材は使用済み鉄道レールで、ハンマーやヤスリなどを使って作っていた。
1923年（大正12年）、21歳で兄の道本岩太郎と二人で独立し、ペンチ工場「道本鉄工所」を創業する。昭和10年前後になると軟鋼を浸炭焼入れした靱性や強度が格段に向上したペンチを作れるようになり生産量も月8000丁となる。
1937年に起きた支那事変後、陸軍要請の馬蹄用釘抜き工具や海軍航空機用搭載工具の注文が主となり、「富士矢（ふじや）」マーク入りのペンチ作りは激変した。終戦後の復興とともにペンチの需要も激増し、品質を重視した佐一郎の物作りが「富士矢」マークのペンチをブランドとして定着させていった。1946年、通信省の指定工具となり電信事業で普及し、電力会社や国鉄でも使用された。1951年に初のペンチJIS指定工場となった事でも有名である。
ペンチの国内販売シェア27%～28%（2007年）を占める、ペンチのトップメーカーである。現在商品のアイテム数は約500点になっている。経済産業省「元気なモノ作り企業300社2007年版」に選出され、2007年（平成19年）6月19日に経済産業大臣より表彰される。その他に多数受賞表彰されている。
1998年に29歳で3代目社長に就任した野崎恭伸は、読売テレビ勤務の経験を活かし、経済産業省のIT活用型経営革新モデル事業で販売見込みと生産を連動させ、コストダウンに成功した。パソコンに振り回されることなく一歩一歩、地道にIT化に取り組む姿勢が評価された。その結果、売上10%増・5%のコストダウンに成功する。
「フジ矢」の社標は、日本一の富士山と岩盤をも砕く強い矢を意味し品質へのこだわりを表す。このトレードマークをCIとして導入し、2002年に一新している。製品は開発段階からデザイナーを参加させ、パッケージも含めてそれまでの機能のみの泥臭い工具イメージから、洗練されたプロ用工具として、フジ矢商品のイメージを一新した。
2004年には、中国上海市周辺の日系企業1700社をユーザーとして、貿易商社と共同で営業拠点を上海市内に設置する。
2014年、東大阪本社工場とベトナム工場で、それぞれ月産5万丁、3万丁の合計8万丁のペンチ類を生産している。従業員数はそれぞれ約80人ずつである。国内90%、輸出10%の販売割合であり、OEMが10%となっている。

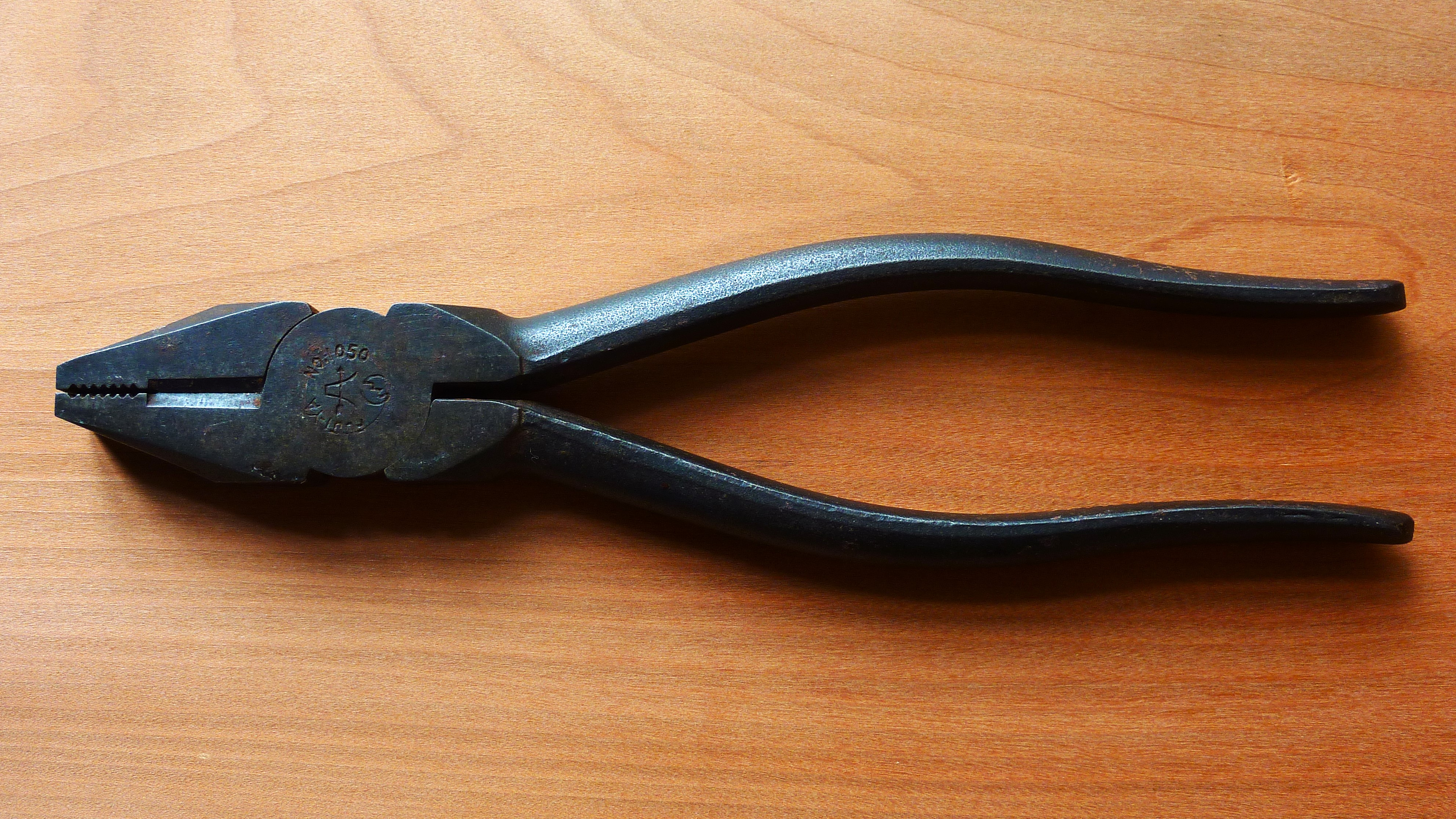
JIS規格ペンチの原型となったFUJIYA 1050
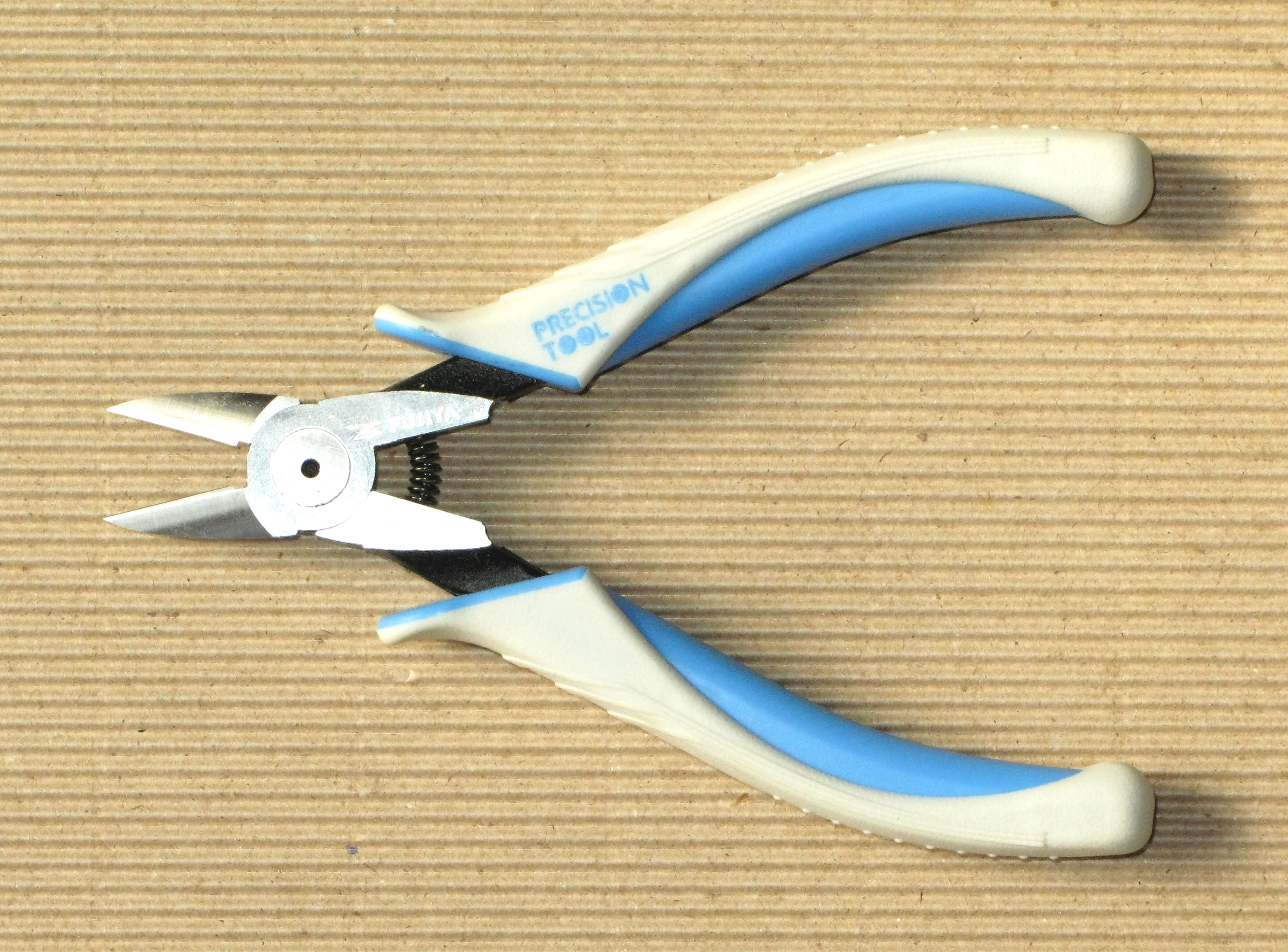
FUJIYA プロテックニッパ

## 沿革
- 1923年 - 創業者・道本佐一朗が当社の前身である道本鉄工所を創立、ペンチの生産を開始。
- 1938年 - 大戦中、陸軍より監督工場の指定を受け、その間に富士矢マーク入りペンチを生産。
- 1944年 - 資本金18万5千円で大阪ペンチ株式会社に組織変更。
- 1951年 - JIS指定（ペンチ）工場となる。（許可番号No.651）
- 1971年 - JIS指定（ラジオペンチ）工場となる。（許可番号No.651）
- 1973年 - フジ矢ペンチ株式会社に社名変更。
- 1974年 - JIS指定（強力ニッパ）工場となる。（許可番号NO.651）
- 1976年 - JIS指定（斜ニッパ）工場となる。（認可番号No.651）
- 1993年 - フジ矢株式会社に名称変更。
- 2000年 - 品質管理システム『ISO9002』取得。
- 2002年 - シンボルマーク・ロゴ変更。
- 2003年 - 品質管理システム『ISO9001:2000』取得。
- 2004年 - 関西の工具メーカー8社で『アクティブ-21の会』結成。
- 2004年 - 上海事務所を開設。
- 2007年 - ベトナムに100％製造子会社となる現地法人「FUJIYA MANUFACTURING VIETNAM CO., LTD.」を設立[9]。
- 2008年 - 本社工場、新JIS認証取得。
- 2009年 - FUJIYA MANUFACTURING VIETNAM CO., LTD.、新JIS認証取得。
- 2011年 - フジ矢インターナショナル株式会社設立。

## 受賞・表彰歴
- 2003年 - 製造ラインのIT化により中小企業総合事業団理事長賞。
- 2005年 -『関西IT活用企業百撰』にて百撰優秀企業[10]。
- 2006年 -『全国IT経営百選』にて最優秀企業[11] [12]。
- 2006年 - ITでの功労が認められ関西情報化功労者・近畿経済産業局長賞[13]。
- 2007年 -『元気なモノ作り中小企業300社』[11]。
- 2007年 - 東大阪市長より市への経済貢献に対する感謝状を授与。
- 2008年 - 中小企業IT経営力大賞「IT経営実践企業」[14]。
- 2008年 -「第10回東大阪モノづくり大賞」銀賞。

## 産業財産権
2011年8月20日現在
商標権 (Trademarks)　
- 国内登録

登録第0686690号（図有）旧デザイン、登録第0687897号（図有）旧デザイン、登録第2599435号FUJIYA、登録第2638449号（図有）新デザイン、登録第4674301号FUJIYA、登録第4674302号フジ矢株式会社
- 外国登録

USPTO(USA) No. 3252071、No.3252071 No. 3252071
International Registration Number 0896720